# Нижньосмородино
Нижньосмородино (рос. Нижнесмородино) — село в Понировському районі Курської області Російської Федерації.
Населення становить 128 осіб. Входить до складу муніципального утворення Верхньо-Смородинська сільрада.

## Історія
Населений пункт розташований на території українського етнічного та культурного краю Східна Слобожанщина.
Від 2004 року входить до складу муніципального утворення Верхньо-Смородинська сільрада.

## Населення
| 2002 | 2010 |
| ---- | ---- |
| 183  | ↘128 |